# Comunitat de comunes del País d'Aubigné
La Comunitat de comunes del País d'Aubigné (en bretó Kumuniezh kumunioù Bro Elvinieg) és una estructura intercomunal francesa, situada al departament de l'Ille i Vilaine a la regió Bretanya, al País de Rennes. Té una extensió de 166,74 kilòmetres quadrats i una població de 12.022 habitants (2009).

## Composició
Agrupa 10 comunes :
- Andouillé-Neuville
- Aubigné
- Feins
- Gahard
- Montreuil-sur-Ille
- Mouazé
- Romazy
- Saint-Aubin-d'Aubigné
- Sens-de-Bretagne
- Vieux-Vy-sur-Couesnon